# NXT Stand & Deliver (2023)
NXT Stand & Deliver (2023) — третье по счёту шоу Stand & Deliver, стриминговое живое шоу производства американского рестлинг-промоушна WWE. Оно проводилось исключительно для рестлеров из подразделения промоушена NXT. Шоу прошло 1 апреля 2023 года на «Crypto.com-арене» в Лос-Анджелесе, Калифорния, в рамках уикэнда WrestleMania, в один день с первым вечером WrestleMania 39. Шоу траслировалось через Peacock в США и WWE Network на международном рынке.

## Матчи
| №                               | Результаты | Условия                                                                               | Время |
| ------------------------------- | --- | ------------------------------------------------------------------------------------- | ----- |
| 1                               | «Университет Чейза» (Андре Чейз, Дюк Хадсон и Теа Хейл) и Тайлер Бейт победили «Распад» (Джо Гейси, Рип Фаулер, Джаггер Рид и Ава)                         | Командный матч восьми человек. Победитель получает контроль над «Университетом Чейза» | 11:09 |
| 2                               | Инди Хартвелл победила Зои Старк, Джиджи Долин, Тиффани Стрэттон, Лиру Валькирию и Роксанну Перес                                                          | Матч с лестницами за чемпионство NXT среди женщин                                     | 17:02 |
| 3                               | «Галлы» (Марк Коффи и Вольфганг) (c) победили Братьев Крид (Брутус Крид и Джулиус Крид) (с Айви Найл) и «Семью» (Тони Д'Анджело и Ченнинг «Стакс» Лоренцо) | Командная «Тройная угроза» за командное чемпионство NXT                               | 8:11  |
| 4                               | Уэс Ли (c) победил Дракона Ли, Джей Ди Макдону, Илью Драгунова и Аксиома                                                                                   | Пятисторонний матч за североамериканское чемпионство NXT                              | 19:17 |
| 5                               | Джонни Гаргано победил Грейсона Уоллера | Несанкционированный матч                                                              | 18:12 |
| 6                               | Альба Файр и Айла Дон победили Фэллон Хенли и Киану Джеймс (c) (с Джошем Бриггсом и Бруксом Дженсеном)                                                     | Командный матч за командное чемпионство NXT среди женщин                              | 8:41  |
| 7                               | Кармело Хейс (с Триком Уильямсом) победил Брон Брейккер (с)                                                                                                | Одиночный матч за чемпионство NXT                                                     | 16:10 |
| - (ч) – чемпион на начало матча | |                                                                                       |       |